# تخطيط كهربائية القلب في احتشاء العضلة القلبية

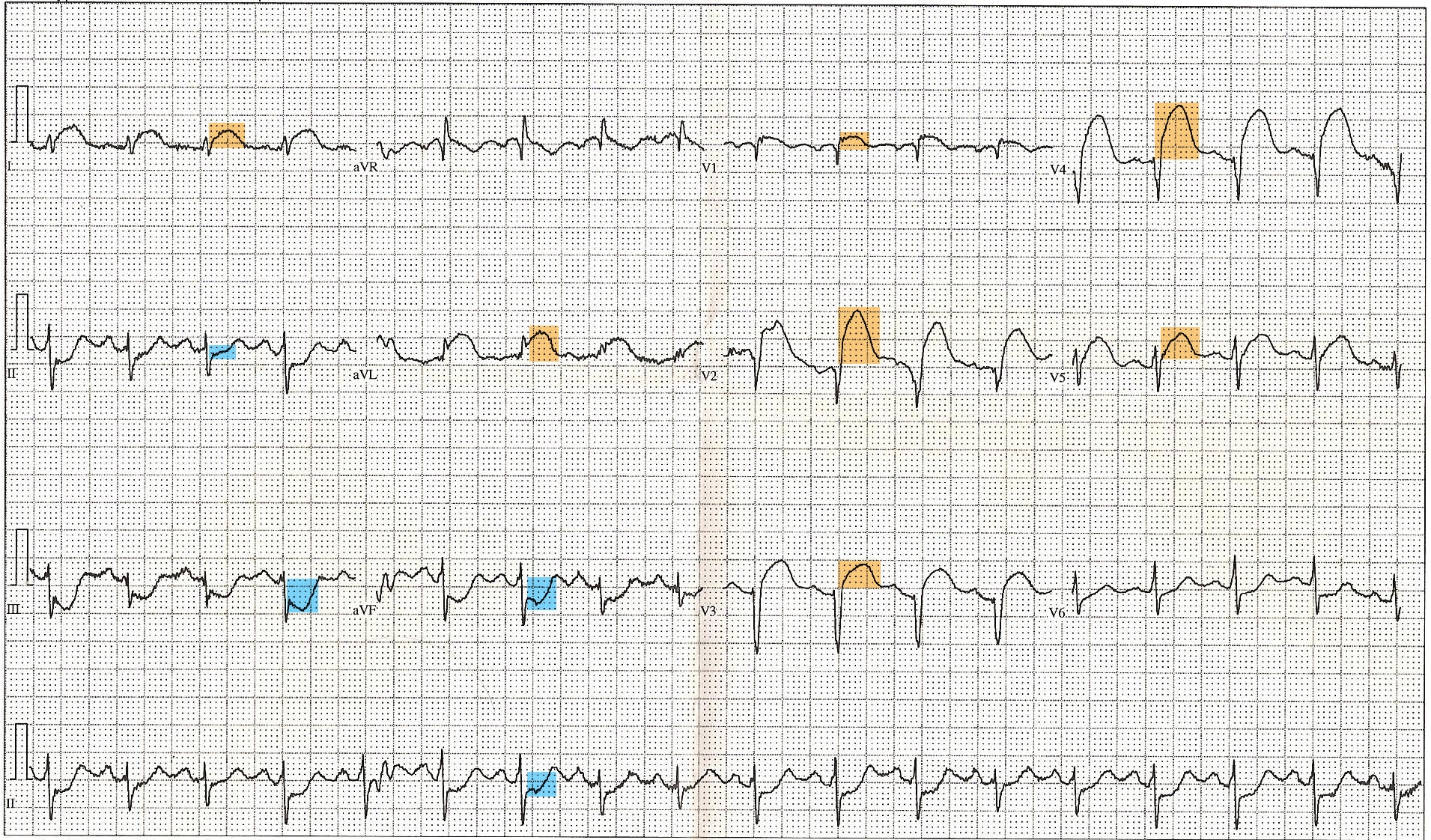

عند الاشتباه باحتشاء العضلة القلبية، يكون الغرض الرئيسي من إجراء تخطيط كهربائية القلب كشف الإقفار أو الإصابة التاجية الحادة عند القادمين إلى قسم الطوارئ الذين يشتكون من أعراض احتشاء عضلة القلب. يمكن أن يميز مظهر التخطيط الكهربائي بين أنواع سريرية مختلفة من احتشاء عضلة القلب.

## مسائل تقنية

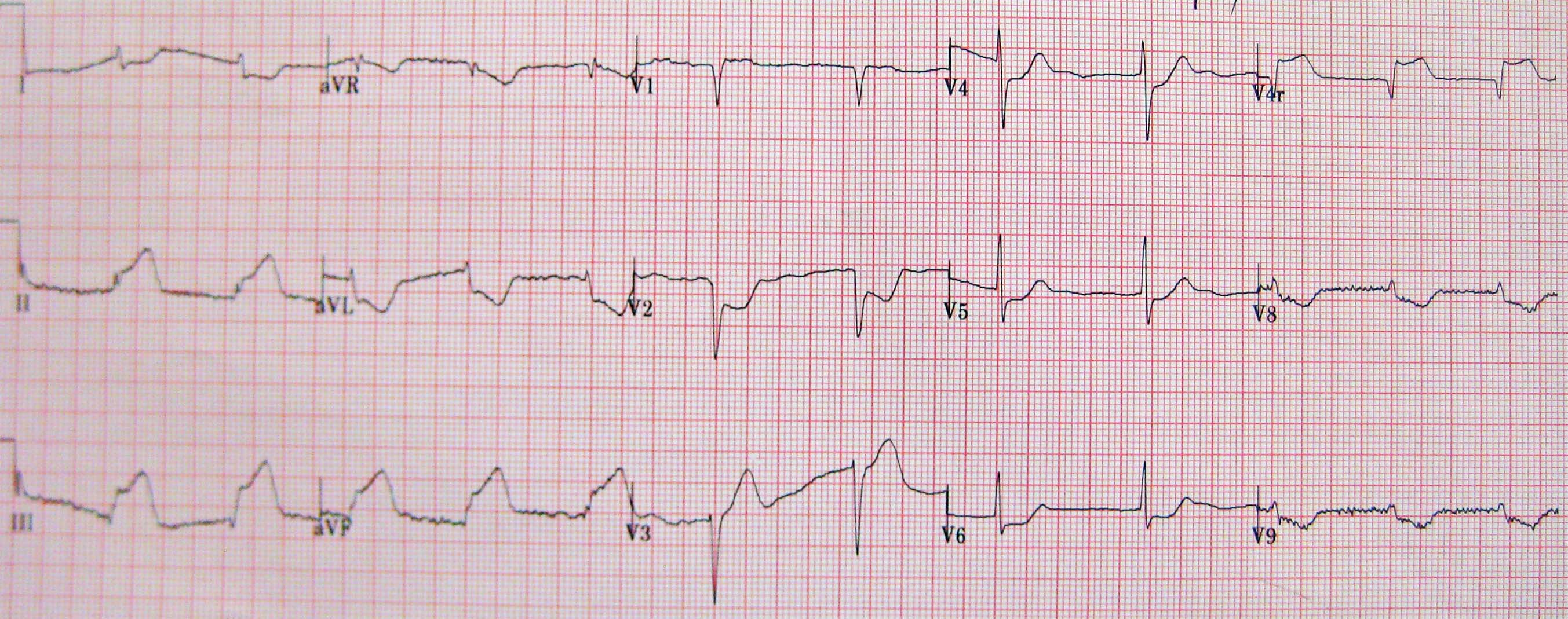
احتشاء عضلة القلب الحاد الذي يصيب الجدار السفلي والجدار الأيمن للبطين. تظهر تغيرات متبادلة في الأقطاب الأمامية.

لمخطط كهربائية القلب (إي سي جي) المعياري ذو الإثني عشر مسرى محدوديات عدة. يمثل تخطيط القلب النشاط الكهربائي للقلب في فترة قصيرة من الزمن. تكون المظاهر في المتلازمات الإقفارية غير المستقرة سريعة التغير نتيجة التغيرات في التروية مقابل الحاجة إلى التروية، لذلك، لا يعطي تخطيط كهربائية القلب صورة كاملة من المرة الأولى دومًا. ومن المستحسن تكرار إجراء التخطيط ذي الإثني عشر مسرى، خاصة إذا أُجري أول مرّة خلال الراحة من الألم. الخيار الثاني المتبع في الكثير من أقسام الطوارئ ومراكز آلام الصدر استخدام حواسيب قادرة على مراقبة القطعة إس تي بشكل متواصل.
لا يفحص تخطيط كهربائية القلب المعياري ذو الإثني عشر مسرى البطين الأيمن مباشرةً، ويعد ضعيفًا نسبيًا في تحرّي الجدران الخلفية السفلية والوحشية للبطين الأيسر. وبشكل خاص، لا يترافق احتشاء عضلة القلب في تفرعات الشريان المنعطف بتغيرات مُشخّصة في تخطيط كهربائية القلب. يساعد استخدام مسارٍ إضافية في التخطيط مثل المساري في الجهة اليمنى V3R، V4R والمساري الخلفية 7V، V8، V9 في تحسين الحساسية في احتشاء البطين الأيمن والاحتشاء الخلفي. على الرغم من محدوديته، يعتبر تخطيط كهربائية القلب العامل الأهم في تقييم الخطورة عند المرضى المشتبه بإصابتهم باحتشاء العضلة القلبية الحاد. الأخطاء في قراءة التخطيط شائعة نسبيًا، ويؤثر عدم التعرف على علامات الخطورة في التخطيط سلبًا على جودة رعاية المرضى.

## الأنماط الرئيسية
يظهر تخطيط كهربائية القلب ثلاثة مظاهر مميزة تصنّف المرضى في ثلاث مجموعات:
ارتفاع القطعة إس تي أو إحصار فرع الحزمة الحديث (يُشتبه بإصابة حادة ويمكن أن يستفيد المريض من إجراءات استعادة التروية باستخدام حلّ الخثرة أو التدخل التاجي عبر الجلد).
انخفاض القطعة إس تي أو انقلاب الموجة تي (يُشتبه بالإقفار).
تخطيط غير مُشخّص أو طبيعي. ولا يستبعد تخطيط القلب الطبيعي وجود احتشاء حاد في عضلة القلب.

### احتشاء عضلة القلب المترافق بارتفاع القطعة إس تي
لتشخيص احتشاء عضلة القلب المترافق بارتفاع القطعة إس تي بناءً على المظاهر التخطيطية، يتطلب التعريف الموحّد المُتبع في الجمعية الأوروبية لأمراض القلب 2018/ مؤسسة الكلية الأمريكية لأمراض القلب/جمعية القلب الأمريكية /الاتحاد العالمي للقلب «خطأ في ويكي» وجود ارتفاع حديث في القطعة إس تي عن النقطة جّي بمقدار 1 ملم (0.1 ميلي فولط) على الأقل في مسريين متتاليين مع حدود دنيا للارتفاع وفق التالي: ≥1 ملم بالنسبة لجميع المساري عدا V2-V3: ≥2 ملم عند الرجال فوق الأربعين أو ≥2.5 ملم عند الرجال تحت الأربعين، أو ≥1.5 ملم عند النساء في أي عمر. جميع القيم السابقة مأخوذة في المعايرة المعتادة 1ميلي فولط/10 ملم. يجب أن تكون هذه الارتفاعات موجودة في مسارٍ متجاورة تشريحيًا. تتوافق التغيرات في المساري (I، aVL، V5، V6، مع احتشاء الجدار الوحشي; V3-V4 مع احتشاء الجدار الأمامي; 1V2-V مع احتشاء الحاجز; Avf، II، IIIمع احتشاء الجدار السفلي). هذا المعيار إشكالي، لأن احتشاء عضلة القلب الحاد ليس السبب الأشيع لارتفاع القطعة إس تي عند مرضى الألم الصدري. أكثر من 90% من الرجال الأصحاء لديهم ارتفاع في القطعة إس تي لا يقل عن 1 ملم في واحد من المساري الصدرية. ولذلك يجب أن يكون الطبيب على دراية بمُقلِدات احتشاء عضلة القلب الحاد التخطيطية، مثل تضخم البطين الأيسر، وإحصار فرع الحزمة الأيسر، ووجود ناظمة قلبية اصطناعية، وعودة الاستقطاب المبكر، والتهاب التامور، وفرط بوتاسيوم الدم، وأم الدم البطينية. 
دُرست أدوات مصممة لاتخاذ القرار السريري كثيرًا، مثل درجات تي آي إم آي، للمساعدة في توقع وتشخيص احتشاء عضلة القلب المترافق بارتفاع القطعة إس تي اعتمادًا على المعطيات السريرية. فمثلًا، تُستخدم درجات تي آي إم آي بشكل متكرر للاستفادة من نتائج تخطيط كهربائية القلب لتحديد إنذار المرضى الذين يعانون من أعراض الاحتشاء القلبي. استنادًا إلى الأعراض والموجودات في تخطيط كهربائية القلب، يمكن للممارسين التفريق بين الذبحة غير المستقرة، واحتشاء عضلة القلب المترافق بارتفاع القطعة إس تي، واحتشاء عضلة القلب غير المترافق بارتفاع القطعة إس تي، عادة في غرفة الطوارئ. تقيم أدوات أخرى مثل درجات غريس ودرجات هارت المشاكل القلبية الكبيرة الأخرى باستخدام نتائج تخطيط القلب، وتتنبأ بمعدلات الوفاة خلال ستة أشهر وستة أسابيع على التوالي.